# 1883 en droit
Cet article présente les faits marquants de l'année 1883 en droit.

## Événements

### Mars
- 20 mars : signature de la Convention de Paris sur la protection de la propriété intellectuelle par onze États. Il s'agit d'un des premiers traités signés en ce domaine[1].